# Лаговский, Иван Аркадьевич
Ива́н Арка́дьевич Лаго́вский (27 августа (8 сентября) 1889; Кострома — 3 июля 1941; Ленинград) — богослов, публицист, деятель Русского студенческого христианского движения, редактор «Вестника РСХД» (1930—1936).

## Биография и деятельность

### Ранние годы
Иван Лаговский родился в 1889 году в Костроме в семье священника. В 1896—1897 году его отец был переведён на служение в Кинешму, где прошли детские годы Ивана. В 1902 году отец умер. Окончив Кинешемское духовное училище, в 1903 году Лаговский поступил в Костромскую духовную семинарию. В 1908 году уехал в Киев, учился в Киевской духовной академии. Окончил академию в 1913 году со званием кандидата богословия. Переехал в Екатеринослав, совмещал преподавание в гимназии и духовном училище с учёбой на филологическом факультете университета, куда поступил в 1917 году.
Летом 1919 года с потоком беженцев от Гражданской войны уехал в Симферополь, оттуда перебрался в Севастополь. В начале 1920 года нанялся матросом на транспортное судно «Рион», эвакуировавшее войска врангелевской армии. В марте оказался в Константинополе, откуда зафрахтованный французской компанией корабль направился в Бразилию, но добрался только до Корсики. Лаговский был интернирован французскими властями. Получив вид на жительство во Франции, работал на Корсике чернорабочим, помощником каменщика.

### Религиозно-общественная деятельность
В 1923 году, подав прошение, был принят в Русский педагогический институт в Праге. В институте познакомился с В. В. Зеньковским, узнал от него об РСХД и вскоре вовлёкся в Движение. Окончив институт в 1926 году, был приглашён ассистентом на кафедру психологии и педагогики парижского Свято-Сергиевского православного богословского института. Жил в Париже, Ванве и Исси-ле-Мулино. В 1931 году уволен из института (причиной послужил церковный раскол 1931 года — выбором Лаговского была Московский патриархат). Участвовал в Русском студенческом христианском движении, был членом центрального секретариата РСХД. В 1925—1936 годах — редактор журнала «Вестник РСХД» (до 1930 — совместно с Н. М. Зёрновым, затем Г. П. Федотовым; в 1930—1936 — единственный редактор). Выступал с докладами на конференциях и съездах РСХД, в Религиозно-философской академии, Русском педагогическом обществе и др., принимал участие в деятельности Религиозно-педагогического кабинета, издании «Бюллетеня религиозно-педагогической работы». Издал брошюру «Коллективизация и религия» (Париж, 1932). Регулярно выступал со статьями в «Вестнике РСХД» (около 50 его статей, посвящённых России, опубликованы в рубрике «Там, где с Богом борются») и в религиозно-философском журнале «Путь».
По воспоминаниям Н. М. Зёрнова,

Лаговский, третий секретарь Движения, всецело принадлежал России. Иван Аркадьевич, несмотря на годы изгнания, не осилил ни одного из иностранных языков. Он не был шовинистом, сочувствовал экуменической работе, но сам жил только родиной и болел ею. Он внимательно следил за всем, что случалось на антирелигиозном фронте, и был лучшим экспертом в эмиграции по этому вопросу. Его статьи давали исчерпывающую информацию на эту тему. Он был увлекательный оратор, его доклады о России были всегда полны точных фактов и продуманных заключений. Говорил он с неподражаемыми жестами, выделывая руками сложнейшие выкрутасы и придавая лицу самые неожиданные выражения.

### Последние годы
В 1933 году уехал с семьёй в Эстонию, жил в Тарту. Преподавал в Тартуском yниверситете, участвовал в Русском студенческом христианском движении в Прибалтике, продолжал работу в «Вестнике РСХД», публиковал статьи. Состоял в Русском благотворительном обществе в Тарту, Обществе помощи бедным и беженцам, был членом Исидоровского братства при церкви в Тарту, приходского совета прихода Эстонской Автономной Церкви (Константинопольского патриархата) в Тарту.
5 августа 1940 года, вскоре после вступления Советской армии в Прибалтику, был арестован НКВД и этапирован в Ленинград. Проходил по «Делу деятелей РСХД в Эстонии». 25 апреля 1941 года приговорён к смертной казни военным трибуналoм Ленинградского военного округа (по статьям 58-4 и 58-11 ч. 2 УК РСФСР — за «контрреволюционную деятельность» и «участие в антисоветской организации»). Расстрелян 3 июля 1941 года.
Предположительное место захоронения — Левашовское кладбище под Ленинградом, где захоронены расстрелянные в Ленинградском управлении НКВД.
6 августа 1990 года реабилитирован cудебной коллегией по уголовным делам Верховного Суда РСФСР.
11 мая 2012 года причислен к лику святых православной церкви Священным Синодом Константинопольского патриархата. День церковного поминовения установлен 14 июня, в день памяти жертв сталинских репрессий в Эстонии.

## Работы
- Коллективизация и религия: Христианство перед современной социальной действительностью. — Париж: YMCA-Press, 1932.
- Die Russische Orthodoxe Kirche. — Riga, 1938.